# 兰萨纳·孔戴
兰萨纳·孔戴（Lansana Conté，1934年11月30日—2008年12月22日），幾內亞軍事家。

## 生平
他於1984年通過軍事政變上臺出任几内亚第二任總統，1993年12月進行的幾內亞第一次民主选举中获胜，并于1998年、2003年的總統選舉中都成功蟬聯。
2008年12月22日，孔戴去世，终年74岁。在其逝世數小時後，部分青壯派軍人發動軍事政變，宣稱接管政權。